# Prințul Hermann de Saxa-Weimar-Eisenach (1825–1901)
Hermann George Bernard de Saxa-Weimar-Eisenach (4 august 1825 – 31 august 1901) a fost Prinț de Saxa-Weimar-Eisenach, Duce de Saxonia și general de Württemberg.

## Biografie
Hermann a fost al treilea fiu al Prințului Bernhard de Saxa-Weimar-Eisenach (1792-1862) și a soției acestuia, Prințesa Ida de Saxa-Meiningen (1794–1852), fiica lui George I, Duce de Saxa-Meiningen. A fost nepot de soră al reginei Adelaide a Marii Britanii.
În 1840, Hermann s-a înscris la Academia Militară din Württemberg. A devenit general maior și din anul 1859 a fost comandant al Diviziei de Cavalerie Regală Württemberg.  A primit câteva decorații, inclusiv Ordinul Alexander Nevsky, Marea Cruce a Ordinului Șoimul Alb, Ordinul Sfântul Ștefan al Ungariei și Ordinul Coroanei Württemberg.
A murit la 31 august 1901 și a fost înmormântat la Pragfriedhof în Stuttgart.

## Căsătorie și copii
Hermann s-a căsătorit la 17 iunie 1851 la Friedrichshafen cu Prințesa Augusta de Württemberg (1826-1898), fiica cea mică a regelui Wilhelm I de Württemberg.  Împreună au avut următorii copii:
- Pauline (1852–1904); s-a căsătorit cu Karl Augustus, Mare Duce Ereditar de Saxa-Weimar-Eisenach (1844–1894).
- Wilhelm (1853-1924); s-a căsătorit în 1885 cu Prințesa Gerta de Isenburg-Büdingen-Wächtersbach (1863-1945)
- Bernhard (1855-1907), din 1901 "Conte de Crayenburg", căsătorit prima dată în 1900 cu Marie Louise Brockmüller (1866-1903) și a doua oară în 1905 cu Contesa Elisabeth von der Schulenburg (1869-1940)
- Alexander (1857-1891)
- Ernest (1859-1909)
- Olga (1869-1924);  s-a căsătorit în 1902 cu Prințul Leopold de Isenburg-Büdingen (1866-1933)